# Twierdzenie Jordana-Höldera
Twierdzenie Jordana-Höldera – twierdzenie teorii grup zapewniające jednoznaczność konstrukcji ciągu kompozycyjnego grupy (o ile można ją przeprowadzić), tzn. stwierdzające równoważność dowolnych dwóch ciągów kompozycyjnych danej grupy.
Pierwszą część twierdzenia, mianowicie niezmienniczość (co do porządku) rzędów grup ilorazowych „ciągu Jordana-Höldera” grupy skończonej, dowiódł Camille Jordan w Traité des substitutions et des équations algébriques („Traktakt o podstawieniach i równaniach algebraicznych”) z 1870 roku. Właściwe twierdzenie o jednoznaczności będące uzupełnieniem wyniku Jordana podał Otto Hölder, który pokazał w opublikowanej w Mathematische Annalen z 1889 roku pracy Zurückführung einer beliebigen algebraischen Gleichung auf eine Kette von Gleichungen („Przypisanie dowolnemu równaniu algebraicznemu ciągu równań”), że same ilorazy (co do porządku) są niezależne od rozważanego ciągu. Twierdzenie Jordana-Höldera jest również prawdziwie dla pozaskończonych rosnących ciągów kompozycyjnych, ale nie pozaskończonych malejących ciągów kompozycyjnych (uzupełnienie Garretta Birkhoffa z 1934 roku).
Podjęte próby uproszczenia dowodu zaowocowały nowymi wynikami – jest to dość niespotykane zjawisko w matematyce zważywszy blisko 40-letni okres od publikacji Höldera. Były to twierdzenie Schreiera z 1928 roku (dowolne dwa ciągi grupy mają równoważne zagęszczenia) oraz lemat Zassenhausa z 1934 roku, który (co tym bardziej zaskakujące) powstał z kolei w celu uproszczenia dowodu twierdzenia Schreiera. W artykule przedstawiono dowód wykorzystujący oba narzędzia.

## Twierdzenie
Niech {\displaystyle G} będzie grupą z ciągiem kompozycyjnym. Wówczas zachodzą
Lemat
Każdy właściwy ciąg (podnormalny) można zagęścić do ciągu kompozycyjnego,
Twierdzenie Jordana-Höldera
Dowolne dwa ciągi kompozycyjne {\displaystyle G} są równoważne (tzn. mają tę samą długość, a ich ilorazy są, w pewnym porządku, izomorficzne).

## Dowód
Niech
{\displaystyle E=G_{0}\trianglelefteq \ldots \trianglelefteq G_{n}=G\qquad \;(g)}
będzie (podnormalnym) ciągiem właściwym {\displaystyle G,} zaś
{\displaystyle E=H_{0}\trianglelefteq \ldots \trianglelefteq H_{m}=G\qquad (h)}
będzie ciągiem kompozycyjnym {\displaystyle G.} Z twierdzenia Schreiera istnieją równoważne ciągi {\displaystyle (g')} oraz {\displaystyle (h')} grupy {\displaystyle G,} dla których {\displaystyle (g')} jest zagęszczeniem {\displaystyle (g),} a {\displaystyle (h')} jest zagęszczeniem {\displaystyle (h).} Usuwając w {\displaystyle (g')} i {\displaystyle (h')} powtarzające się ilorazy otrzymuje się dwa równoważne ciągi właściwe, oznaczane dalej {\displaystyle (g'')} oraz {\displaystyle (h'');} uzyskane ciągi są zagęszczeniami {\displaystyle (g)} oraz {\displaystyle (h),} ponieważ tak {\displaystyle (g),} jak i {\displaystyle (h)} są ciągami właściwymi.
Lemat
Ciąg {\displaystyle (h'')} jest właściwy i jest zagęszczeniem {\displaystyle (h).} Jednakże {\displaystyle (h)} nie ma zagęszczenia właściwego, ponieważ {\displaystyle (h)} jest ciągiem kompozycyjnym. Dlatego {\displaystyle (h'')} jest identyczny z {\displaystyle (h).} Zatem {\displaystyle (g)} ma zagęszczenie {\displaystyle (g''),} które jest równoważne z ciągiem kompozycyjnym {\displaystyle (h'')=(h).} Wówczas ilorazy {\displaystyle (g''),} izomorficzne z ilorazami kompozycyjnymi w {\displaystyle (h),} są bez wyjątku grupami prostymi, a {\displaystyle (g'')} sam jest ciągiem kompozycyjnym (zgodnie z charakteryzacją ciągu kompozycyjnego). W ten sposób dowolny ciąg właściwy {\displaystyle (g)} grupy {\displaystyle G} ma zagęszczenie {\displaystyle (g'')} będące ciągiem kompozycyjnym.
Twierdzenie Jordana-Höldera
Niech {\displaystyle (g)} również będzie ciągiem kompozycyjnym {\displaystyle G.} Naśladując powyższe rozumowanie {\displaystyle (g'')} musi być identyczne z {\displaystyle (g).} Wówczas {\displaystyle (g)=(g'')} oraz {\displaystyle (h'')=(h)} są równoważne. Zatem dowolne dwa ciągi kompozycyjne {\displaystyle G} są równoważne.